# 機動戦士Ζガンダム・ホットスクランブル
『機動戦士Ζガンダム・ホットスクランブル』（きどうせんしゼータガンダム・ホットスクランブル）は、1986年8月28日にバンダイから発売されたファミリーコンピュータ用ゲームソフト。
テレビアニメ『機動戦士Ζガンダム』（1985年 - 1986年）を題材にしており、3D視点の3Dシューティングと2D視点のアクションシューティングゲームとの2つのシーンで構成されている。
後に携帯電話用ゲームとして移植された。また、ゲーム『機動戦士ガンダム 戦士達の軌跡』（2004年）のキャンペーンで、ファミコンミニ版として復刻され、抽選でプレゼントされた。

## 概要
本作はテレビアニメ『機動戦士Ζガンダム』（1985年 - 1986年）を題材にしたアクションシューティングゲーム。ファミリーコンピュータ初の「ガンダムシリーズ」を題材としたゲームでもある。
プレイヤーは主役機であるΖガンダムを操作して、ティターンズおよびアクシズの部隊と戦闘する。ゲームは大きく2つのシーンに構成されており、それぞれを繰り返す。一つは画面内を移動する敵モビルスーツに照準を合わせビームライフルで狙撃するコックピット視点のシューティングゲーム（現在でいうFPSに近い）で、もう一つは要塞面といわれる横スクロールのアクションシューティングで、迷路構造の通路内を移動して要塞コアの破壊を目指す内容となっている。
メインのゲームデザインはゲームスタジオの遠藤雅伸が手掛けている。テレビCMでは本人が出演し、「ゲームデザイナーの第一人者」が制作者であることを売りとしており、制作者名を全面的に出した宣伝は当時としては珍しかった。サウンドプログラマーは大野木宜幸で、原作アニメの主題歌である「Ζ・刻を越えて」「水の星へ愛をこめて」「星空のBelieve」の3曲のアレンジを手掛けた。作曲者のニール・セダカの許可が下りてこの3曲が使われているのは、『機動戦士Ζガンダム』を題材にしたゲームでは本作だけである。

## ゲーム内容

### システム
ゲームはまず、地上を舞台にしたシューティング面から始まり、サブフライトシステムに搭乗した量産型モビルスーツやアッシマー、サイコガンダムを始めとする地上用試作モビルスーツと交戦する。地上面である程度時間が経過するか、特定の試作モビルスーツの出現または撃破を行うと、Ζガンダムは単独で大気圏を離脱し、宇宙を舞台にしたシューティング面へ移行する。試作モビルスーツ出現の場合、必ずしも撃破しなくてもある程度逃げ続けているだけでも次の面へ進める。
宇宙面のモビルスーツはティターンズやアクシズの量産型モビルスーツが主体であるが、ステージによりジ・Oやガブスレイといった、原作にも登場する様々な試作モビルスーツが出現する。これらの試作モビルスーツを出現または撃破することで、スペースコロニーやゼダンの門などの宇宙要塞、ドゴス・ギアなどの宇宙戦艦が出現（主に偶数ステージ）。要塞の場合はそのまま、戦艦の場合には交戦して複数回打撃を与え攻撃を沈黙させると、内部に突入して要塞面に移行する。
要塞面は『テグザー』（1985年）に類似したゲーム性を有する物で、このステージでのみ、プレイヤーにはっきり視認できる形でΖガンダムの全身像が登場する。プレイヤーはモビルスーツ形態またはウェイブライダー形態を使い分けつつ、戦艦や要塞の所属陣営ごとに異なる守備隊のモビルスーツを撃破しながら中枢部のコアを目指し、これを破壊することでステージクリアとなる。守備隊はジムIIやバーザムなどで、アクシズ陣営の要塞面ではキュベレイが大量に登場する。要塞面のキュベレイはファンネルのみ破壊でき、本体の撃破は不可能である。
内部コアは、中心の赤い部分に攻撃を加えると、その破片が飛び散り、当たると大ダメージを負う。内部コアを破壊すればそのステージはクリアとなる。
典型的なステージクリア型のゲーム構成である。エンディングは存在せず、Ζガンダムが撃破されてゲームオーバーとなった際、特定の面数をクリアしていると、スタッフロールが流れてゲームが終了する仕様である。

## 特別バージョン
本作の製品版の市販に合わせて、「ファイナルバージョン」と呼ばれる特別バージョンのROMカセットが1000名限定でプレゼント配布されるキャンペーンも行われた。このバージョンは、遠藤が最初にバンダイにゲーム化を立案した際に独力で作り上げ、ロケテストに臨んだ際のものであり、製品版とは下記のような違いが見られる。
- 黒いROMカセットの製品版とは異なり、ROMカセット全体が銀メッキされている。
- ステージ構成はシューティング面のみで、要塞面が存在しない。
- 照準マーカーが、十字キーの操作に合わせてある程度動く。
- BGMの曲調が製品版と異なる。
- スタッフロールが存在しない。その代わり、オープニングデモのタイトル画面表示にスタッフの名前が表記されている。
- 再接近した際に可変モビルスーツがモビルスーツ形態に変形する製品版とは違い、変形せずモビルアーマー形態のままで交戦する。
- 敵モビルスーツはティターンズ陣営のみで、アクシズ陣営のモビルスーツは登場しない。3D戦闘も対モビルスーツ戦のみで、対戦艦戦闘は存在せず、巨大モビルアーマーや宇宙戦艦も登場しない。
- 画面構成が製品版とかなり異なる。中央下部がレーダー、左下部がΖガンダムの機体を模したダメージゲージ、右下部がスコア表、左右の横棒ゲージは右が燃料、左がビームライフルのエネルギーとなっている。
  - ステージ開始時に、最大9機の敵モビルスーツ部隊の内訳がレーダーに表示され、その後各モビルスーツの位置関係が矢印と略記号（F＝前方、B＝後方）で表される。プレイヤーは、自機の前後および上下左右のどの位置に敵モビルスーツが存在するかを、レーダー表示から把握した上で、交戦を行う。
  - 敵の思考ルーチンは製品版よりも複雑で、「強襲」「奇襲」「索敵」といった様々な行動パターンで攻撃を行ってくる。製品版には存在しない「回避」のルーチンも備わっており、製品版ほど簡単には敵モビルスーツに着弾できない場合もある。
  - 製品版のような明確なライフゲージは存在せず、被弾すると、ダメージゲージの手足や頭が変色することで自機の状態変化が表される。被弾が重なると左足、右足、左腕、頭部、右腕の順に破損が進行していく。左腕が破壊されるとシールド、頭部が破壊されるとバルカン砲とメインカメラが破損したと被害報告が表示され、最終的に右腕(ビームライフル)が破壊された段階で攻撃不能となり（たとえ敵と相討ちであっても）ゲームオーバーとなる。被害報告は単なる演出ではなく、頭部が破壊されると照準マーカーが消え、照準が付けにくくなるなどといった機能障害が生じる仕様となっている。
  - 敵編隊を全滅させた時点での残燃料がスコアに加算され、破損した部位もスコア加算に応じて修復されて次のステージへ進む。
  - 燃料は時間経過と共に減少していき、Aボタンでの加速を多用する程早く減少する。敵編隊全滅前に燃料が尽きた場合、燃料切れとなりゲームオーバーとなる。ビームライフルのエネルギーは射撃と共に減少し、射撃を休止することで次第に回復する。連射などでエネルギーが尽きた場合には、頭部のバルカン砲に攻撃法が切り替わるが、射程が短く、頭部が破壊されている時は使用不能となる。

バンダイが用意したロケテストチームの構成員は、多くが小学生であり、遠藤が用意したファイナルバージョン構成は難易度が高すぎて不評だったという。また、Ζガンダムそのものの露出を増やしたいバンダイサイドの意向などもあり、製品版はファイナルバージョンを大幅に簡素化した上で、遠藤自身が関わらない形で要塞面が追加される事となった。要塞面は先行して発売された8ビットパソコン（PC-8800シリーズ）用『Ζガンダム』と類似している。
2016年4月のゲーム雑誌での報告では、スーパーポテト秋葉原店で128,000円で取り扱われているという。

## 移植版
| No. | タイトル                                             | 発売日        | 対応機種               | 開発元         | 発売元                 | メディア                              | 型式         | 売上本数 | 備考                                                      |
| --- | ---------------------------------------------------- | ------------- | ---------------------- | -------------- | ---------------------- | ------------------------------------- | ------------ | -------- | --------------------------------------------------------- |
| 1   | ファミコンミニ 機動戦士Ζガンダム・ホットスクランブル | 2004年3月     | ゲームボーイアドバンス | ゲームスタジオ | バンダイ               | ロムカセット                          | AGB-FGZJ-JPN | -        | 非売品、『機動戦士ガンダム 戦士達の軌跡』購入者対象の景品 |
| 2   | 機動戦士Ζガンダム・ホットスクランブル                | 2005年10月6日 | iアプリ                | ゲームスタジオ | バンダイネットワークス | ダウンロード （バンダイコレクション） | -            | -        |                                                           |

## スタッフ
- ゲーム・デザイン：遠藤雅伸
- ゲーム・プログラム：しまおかひろし
- セカンド・ユニット・ゲーム・デザイン：THOMAS AKYND KNIGHT（内藤智）
- セカンド・ユニット・ゲーム・プログラム：CHARLIE YAMAMO（やまもとこういち）
- 効果音：大野木宜幸
- 音楽：ニール・セダカ
- サウンド・プログラム：大野木宜幸
- ビジュアル・エフェクト：しまおかひろし
- モビルスーツ・デザイン：大河原邦男、藤田一己、永野護、小林誠
- スペースフォートレス、ファ・ユイリィ・CGアシスト：関塚典弘
- キャラクター・コーディング：遠藤雅伸
- マップ・メイキング：THOMAS AKYND KNIGHT（内藤智）、大堀康祐
- スペース・シーン・レイアウト：遠藤雅伸、YAJ MAHAL FROM INDIA（矢島晴久）
- データ・コーディング：YAJ MAHAL（矢島晴久）
- 原作：富野由悠季
- プロダクト・マネージメント：間庭英作、諸星はずれ
- マーケティング：MEIJIN（橋本真司）
- ハードウェア・サポート：星明信
- スペシャル・サンクス：石上幹雄、なかだたかし、みしなまこと、いまいくにひこ
- プログラム場所：ゲームスタジオ原宿 - HP64000 LD-SYSTEM（ヒューレット・パッカード）
- キャラクター・コーディング：KEI CROSS（黒須一雄） - キャラクター・エディター：SMC-777（ソニー）
- コピーライト：日本サンライズ、創通エージェンシー、バンダイ
- ディレクター：遠藤雅伸

## 評価
本作は、Ζガンダムの単独での大気圏離脱やコアの破壊が最終目的などのゲーム独自の概念、サイコガンダムやジ・Oなどの物語上極めて重要な敵機が雑魚キャラクターとして大量に出現、原作のキャラクターはファ・ユイリィとハロのみ、原作のストーリーラインの通りではないステージ進行など、原作アニメの内容から離れた描写が多々見られた。ゲームバランスも単調かつ大味なため、良くも悪くもテレビゲーム黎明期のキャラクターゲームの典型例であるとされ、コアなゲーマーや原作ファンからはクソゲーとして認知される場合が多かった。
また、発売当時に遠藤雅伸を前面に押し出した宣伝を行ったために、『ゼビウス』（1983年）や『ドルアーガの塔』（1984年）を知る遠藤のファン層からは「遠藤作品らしからぬゲーム性の低さ」と否定的な評価をされる場合もあった。
その一方で、遠藤を起用した積極的なCM展開や、当時の一般的なファミコンROMカセットの外箱よりも大きな外箱を採用して、小売店舗でも消費者の目に留まりやすい工夫を行うなどの販売サイドの努力、大味ながらも比較的低めに抑えられた難易度や、初心者でも取っつきやすいゲームデザインや面構成などが功を奏し、販売本数は40万本と1986年当時としてはまずまずの売り上げ本数を記録した。

### 雑誌媒体による評価
ゲーム誌『ファミリーコンピュータMagazine』の読者投票による「ゲーム通信簿」での評価は以下の通りとなっており、18.67点（満30点）となっている。また、同雑誌1991年5月10日号特別付録の「ファミコンロムカセット オールカタログ」では、「ゲーム中やエンディングに流れるBGMもTVと同じ曲が使用されており、ガンダムファンなら一度はプレイしたい」と紹介されている。
| 項目 | キャラクタ | 音楽 | 操作性 | 熱中度 | お買得度 | オリジナリティ | 総合  |
| 得点 | 2.74       | 3.64 | 3.13   | 3.34   | 3.02     | 2.80           | 18.67 |

### 遠藤自身による評価
遠藤雅伸はインターネットサイト「2ちゃんねる」のキャップを有しており、 レトロゲーム板の住人としての活動を行う中で、製品版については『ゼビウス』や『ドルアーガの塔』に関連したスレッドで不甲斐ない出来だったことを詫びる主旨の発言を度々行っていた。
製品版に対するファイナルバージョンの存在は古くから収集家の間では知られていたが、その詳細は2001年にレトロゲーム板に立てられた本作に関連するスレッド の中で、初めて本人の口から語られることとなった。それによると、製品版を商品Ζ、ファイナルバージョンを作品Zと呼び表しており、本来自分が作り上げたかったガンダムゲームは飽くまでもファイナルバージョンであると述べている。ただし、遠藤が本来指向したゲームデザインが「プレゼントキャンペーン」という体裁ながらも、ほぼそのままの形で日の目を見る機会が与えられたことは極めて異例の措置であり、遠藤本人は製品版のある程度以上の成功と同時に、自身の本来のゲームデザインを世に出す機会をも与えてくれたバンダイには本当に感謝していると述べている。